# 三峡旅游
湖北三峡旅游集團股份有限公司，（英語：HUBEIYICHANG TRANSPORTATION GROUP CO., LTD.，深交所：002627，简称：三峡旅游）是中国湖北省宜昌市的一间于深圳证券交易所上市的公司，於1998年由宜昌市夷陵国有资产经营有限公司和其他相關人士设立，前身為湖北宜昌交运集团股份有限公司及湖北宜昌交運集團有限公司。現時主要股東為宜昌市人民政府国有资产监督管理委员会。
该公司现时主要经营湖北省旅客运输服务、汽车经销服务及以邮轮旅游为主的旅游业务，董事長為董新利，總部位於湖北省宜昌市港窑路5号。
该公司招股價為13元人民幣，發行新股為13,350万股，而集資額為1.73億元人民幤，股份則在2011年11月3日於深交所中小板上市。
2021年6月15日，宜昌交运发布公告，指该公司将更名为三峡旅游，以更好地反映其主营业务的变化。有关工作于8月2日完成。

## 連結
- 官方网站